# Theobroma (Rondônia)
Theobroma est une municipalité brésilienne située dans l'État du Rondônia.